# The World (archipel)
Pour les articles homonymes, voir The World.
The World est un archipel d'îles artificielles des Émirats arabes unis dans le golfe Persique au large de l'émirat de Dubaï qui a été imaginé par l'émir et Prince Mohamed Bin Rashid Al Maktoum. Comme son nom l'indique, The World représente le Monde.
Les travaux de construction de The World ont commencé en 2003, mais avec la crise financière de 2007, le financement n'est plus assuré. En 2014 le projet est repris par un groupe privé suédois.

## Géographie
The World est visible depuis la station spatiale internationale (à 386 kilomètres en orbite autour de la terre).
L'archipel, de neuf kilomètres de long et sept de large, se situe à quatre kilomètres des côtes, entre Palm Jumeirah et Palm Deira. Il rassemblera entre 250 à 300 îles privées qui seront allouées au tourisme, à l'habitat et certaines, les plus isolées, réservées aux célébrités. Les prix pour chaque île s'échelonneront entre 10 millions et 45 millions de dollars. Les plus petites mesureront 23 226 m2 et les plus grandes 83 613 m2. Les îles sont séparées les unes des autres par des chenaux larges de cinquante à cent mètres et profonds de cinq mètres. Une digue a été construite autour de l'archipel permettant de contenir les courants.
Les îles ont un climat désertique, et ne disposent d'aucune source d'eau potable. Une usine de dessalinisation serait envisagée, mais aucune décision n'est encore prise à ce jour. L'eau est importée à partir de Dubaï, sur la terre ferme, et apportée aux îles par cargos, avec les autres marchandises.

## Histoire
La construction, qui a débuté en septembre 2003, est encore en cours[Quand ?]. L'entreprise Nakheel Properties est chargée du chantier. Les travaux s'effectuent de manière continue. Le 8 janvier 2010 Hamza Mustafa, directeur du projet, a lui-même posé la dernière pierre de ce grand projet. Dès lors, les travaux continuent. Le front de mer de Dubaï devrait gagner 232 kilomètres alors que Dubaï ne compte que 67 km de côtes. Le volume des matériaux (principalement du sable) représente 326 millions de m3 pour l'archipel qui mesure 9 km de large sur 7 km de long, couvrant une superficie totale de 931 hectares (soit une superficie de 9,3 km²). 34 millions de tonnes de pierres sont transportées pour réaliser la plus grande digue au monde, longue de 27 kilomètres. Le total à terme aura une surface de 15 km2.
Pour continuer à exister, les îles doivent sans cesse être entretenues, et faute d'entretiens, elles disparaîtraient en moins d'une décennie avec le ressac, les marées, les vagues, et les forts courants, d'autant plus, qu'elles sont constituées en grande partie de sable.
L'île Liban est une des rares à être construite, le Royal Island Beach y est installé.

## Reprise du projet
En janvier 2014, le group suédois kleindienst a annoncé le lancement du projet « Le cœur de l’Europe ». En février 2014, l’une des marques du groupe Kleindienst, JK Properties, a annoncé dans son bulletin mensuel que le projet était « bien avancé ».
La première de ces séries d’îles sera l’Europe, la Suède et l’Allemagne avec un développement dirigé par le groupe Kleindienst.
Le projet comprend un ensemble de sept îles (Allemagne, Pays-Bas, Suède, Ukraine, grande Europe, Suisse et Monaco) situées dans la partie européenne de l'archipel pour en faire une station balnéaire de luxe destinée à créer une expérience entièrement immersive avec de la neige extérieure et des magasins acceptant uniquement l’euro comme monnaie. Son ouverture était prévue pour 2020.
En juin 2020, une rue appelée Raining Street a été construite dans le cadre du projet avec des plans pour créer des précipitations artificielles lorsque la température extérieure dépassera les 27°.

## Galerie

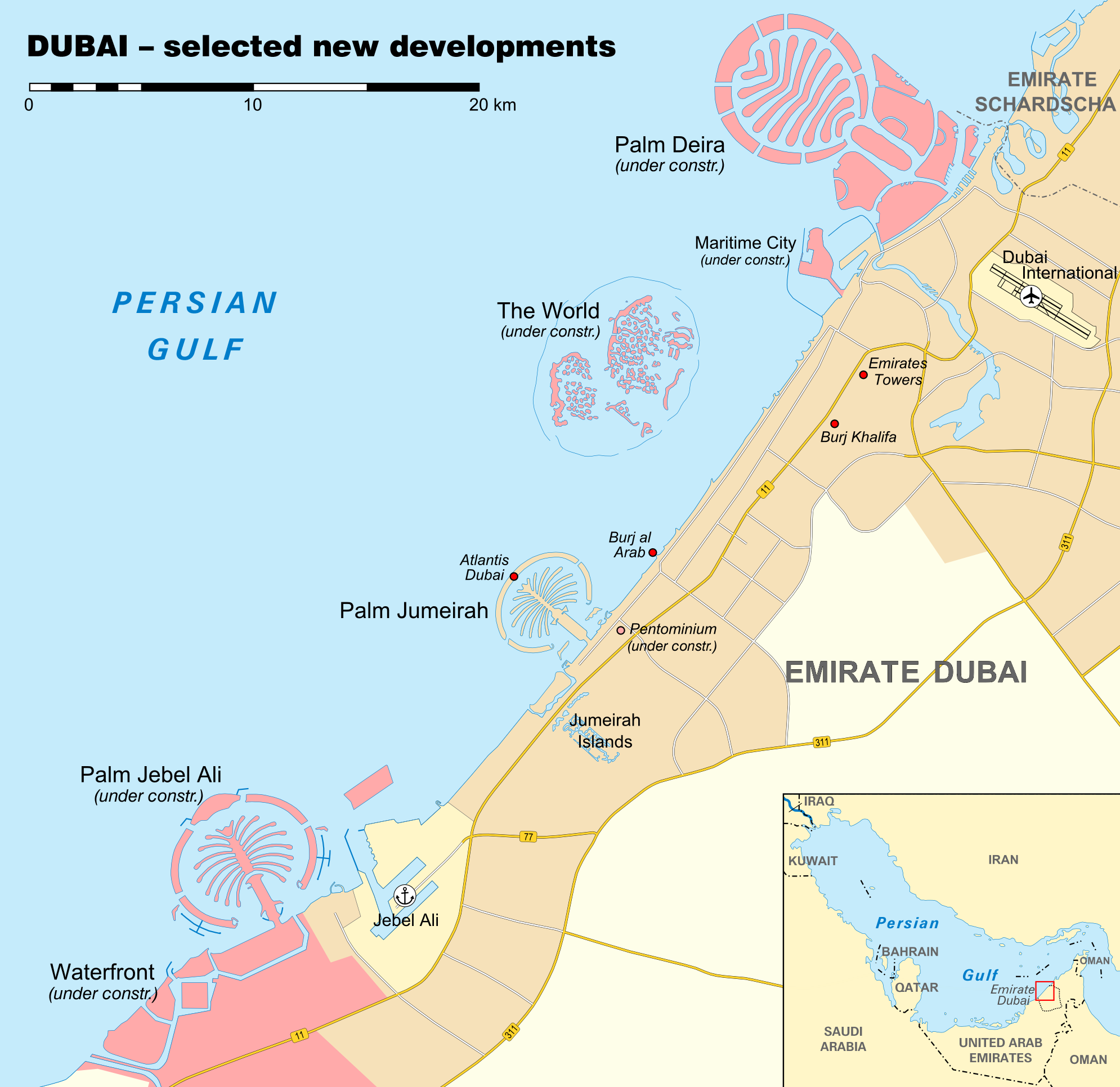
Archipels de Dubaï.
Logo de The World.
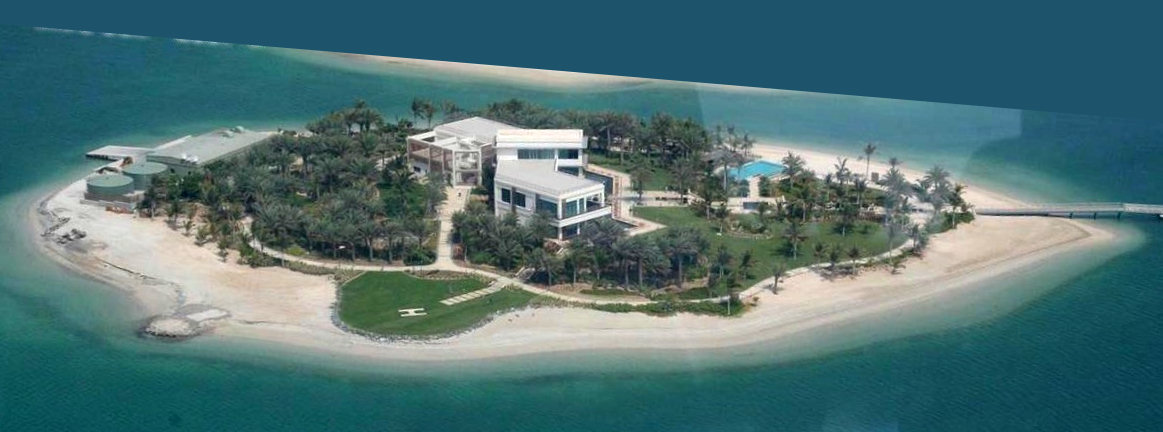
L'île de Michael Schumacher, le pilote de Formule 1[4],[5], île témoin présentant l'aspect définitif d'une île construite et végétalisée.
Carte de 2014, montrant les quelques îles développées